# 24 hodin do smrti
24 hodin do smrti (v originále D. O. A.) je americký film z roku 1950 trvající 83 min. Jedná se o detektivní drama a film noir. Film režíroval Rudolph Maté a zahráli si v něm Edmond O'Brien, Beverly Garland, Neville Brand a Jerry Paris.

## Děj filmu
Hrdina má 24 hodin na to, aby našel svého vraha, který ho otrávil dříve, než zemře.